# JAK激酶
JAK激酶（英語：Janus kinase，缩写JAK）是一个细胞内非受体酪氨酸激酶家族，介导细胞因子产生的信号，并通过JAK-STAT信号通路传递下去。它们最初被命名为1和2（因为这只是基于PCR的筛选发现的大量激酶中的两个）但最后发表为。“Janus”这个名字起自罗马神话中代表开始与结束的两面神雅努斯，因为JAK激酶具有两个几乎一样的转移磷酸基团的结构域。其中一个结构域表现出激酶活性，而另一个结构域调控第一个激酶的活性。

在细胞凋亡中涉及的信号转导概览

## JAK激酶家族
JAK激酶家族共有四个成员，分别是：
- JAK激酶1（JAK1）
- JAK激酶2（JAK2）
- JAK激酶3（JAK3）
- 酪氨酸激酶2（TYK2）

不表达JAK1的转基因小鼠对一些细胞因子比如干扰素伽玛在反应上有缺陷。JAK1与JAK2涉及到II型干扰素（干扰素伽玛）信号传导，而JAK1和TYK2涉及I型干扰素的信号传导，不表达TYK2的小鼠会有自然殺手细胞的功能缺陷。

## JAK激酶的一般功能

JAK-STAT系统包括以下三个主要组成部分：①跨膜的细胞因子受体（绿色）②结合在受体上的JAK激酶（黄色）③将信号带入细胞核的信号转导及转录激活蛋白（STAT蛋白，蓝色）。红点为发生磷酸化。当细胞因子结合在受体上时，JAK会将受体磷酸化。受体被磷酸化这一信号将会招募STAT蛋白，JAK激酶也磷酸化STAT蛋白，两个被磷酸化的STAT蛋白相互结合到一起，形成一个二聚体。此二聚体移到核内并结合到DNA上，导致基因转录。将磷酸基团转移到蛋白质上的酶被称为蛋白激酶。

I型和II型细胞因子受体家族的许多成员并没有激酶催化活性，它们需要仰赖JAK家族的酪氨酸激酶去磷酸化并激活信号通路中的下游蛋白。该受体存在成对的肽链（如右图）因此呈现两个胞内信号转导结构域。JAK激酶结合到每个胞内结构域上富含脯氨酸且邻近细胞膜的box1/box2区域。当细胞因子受体与其各自的细胞因子配体结合后，通过构象变化使两个JAK激酶互相靠近，使其相互之间能够磷酸化对方。而JAK激酶的自身磷酸化使其也发生构象改变，使之能够进一步磷酸化并激活称为STATs（Signal Transducer and Activator of Transcription信号转导及转录激活蛋白）的转录因子来实现细胞内的信号转导。被激活的STATs离开受体并组成二聚体后，再转移到细胞核内对特定的基因进行转录调节。
使用JAK/STAT信号通路传递信号的配体分子有集落刺激因子、催乳素、生长激素以及许多细胞因子。

### 临床意义
JAK激酶抑制剂正在研发中，将用于银屑病、类风湿性关节炎、真性红细胞增多症、原发性血小板增多症、骨髓纤维化等疾病的治疗。

## JAK激酶的结构

JAK激酶的结构域分布，JH = JAK同源结构域

JAK激酶的大小在120到140kD之间，包含七个已鉴定的同源区域，分别被称为JAK同源结构域1到7（JH1-7）。对于JAK的酶活来说，JH1结构域是重要区域，其包含了酪氨酸激酶的几种重要典型特征：如一些JAK发挥活性所必须的几个酪氨酸残基（如JAK1中的Y1038/Y1039、JAK2中的Y1007/Y1008、JAK3中的Y980/Y981、Tyk2中的Y1054/Y1055）。这两个酪氨酸残基被磷酸化后会导致JAK蛋白构象发生改变，使其更容易结合到底物之上。JH2是一个“假激酶结构域”，该结构域在结构上与酪氨酸激酶很相似且足够发挥正常激酶的活性，但实际上并没有酶活。可能涉及到调控JH1结构域的活性，比较像JH1在染色质上拷贝形成重复之后再发生突变形成的。JH3～JH4结构域与Src-同源-2结构域（SH2结构域）有着同源性。Jak类的氨基（NH2）端（JH4-JH7）被称为FERM结构域（FERM是带4.1蛋白、细胞绒毛蛋白、根蛋白及膜突蛋白的首字母缩写）；该结构域同时存在于黏着斑激酶（FAK）家族之中，且涉及JAK与细胞因子受体和/或其它激酶的结合。